# 2505 Хебей
2505 Хебей (2505 Hebei) — астероїд головного поясу, відкритий 31 жовтня 1975 року.
Тіссеранів параметр щодо Юпітера — 3,186.